# Zeevolken

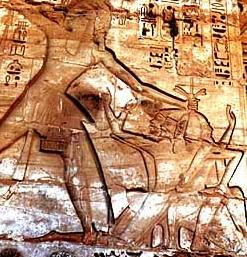
Ramses III slaat de Zeevolken neer (reliëf op de tempel van Ramses III).

De Zeevolken of "Vreemden/Volken uit Zee" waren een aantal zeevarende volkeren uit het Middellandse Zeegebied rond 1200 voor Christus. Zij traden in sommige gevallen op in een soort alliantieverband en zorgden voor heel wat politieke onrust. Pas in Egypte onder de late 19e dynastie en meer in het bijzonder in het achtste regeringsjaar van Ramses III werd hen een halt toegeroepen. De Egyptische farao Merneptah verwijst expliciet naar hen met de term "de vreemde-naties (of 'volkeren') van de zee" (Egyptisch: nȝ ḫȝt.w n pȝ ym) in zijn Overwinningsstele. Hoewel sommige geleerden menen dat ze ook Cyprus, Hatti en de Levant binnenvielen, blijft deze hypothese omstreden.
Sommige theorieën schrijven aan de Zeevolken een verandering in de oorlogsvoering toe. Deze zou hebben geleid tot een ware omwenteling met grote politieke gevolgen. Veel rijken en stadstaten aan de oost- en zuidkust van de Middellandse Zee, die tot dan toe hun macht gebouwd hadden op een kern van elite-strijdwagentroepen, bleken niet opgewassen tegen een nieuw soort infanterie met langere zwaarden. Naast een veranderende wapentechnologie kan echter ook het tactische voordeel van asymmetrische oorlogvoering en de duidelijke voordelen van een ad hoc georganiseerde maritieme oorlogvoering als oorzaak gezien worden.
Zoals veel rond de zeevolken onduidelijk is, is ook omstreden in hoeverre zij bijdroegen aan de neergang aan het einde van de Late Bronstijd, dan wel daar mede een slachtoffer van waren.

## Verspreiding zeevolken
Hoewel er altijd van Zeevolken gesproken wordt, is er nooit sprake van één specifieke volkerengroep. Het is eerder een verzamelnaam voor meerdere vreemde volken die niet bij de grote rijken hoorden. Vele van de zeevolken waren al bekend voor de onrustige periode.
De naam is ook een mogelijke interpretatie van de tempelmuur van Medinet Haboe in Egypte. Letterlijk staat daar "volken van het Grote Groen". Deze term werd door de eerste archeologen vertaald tot zeevolken. Daarbij nam men aan dat deze volken van buiten Egypte kwamen. Het "Grote Groen" kan echter ook wijzen op de Nijldelta. Op veel plaatsen heeft de Nijl in de delta om de paar jaar een ander verloop. Daardoor kenden niet alle Farao's de Nijldelta even goed.
De "zeevolken" van voor Ramses III kunnen dus ook gewoon zwervers zijn. Dit vermoeden wordt enigszins versterkt doordat Ramses III deze volken, nadat hij ze verslagen heeft, inhuurt als bewakers en niet gewoon uit zijn land verdrijft of hen uitmoordt.
Niet alle namen van de Zeevolken duiken in alle bronnen op:
| Naam      | Voorgestelde identificatie | Amarna-brieven (ca. 1353 - 1335 v.Chr.) | Ramses II (ca. 1279 - 1213 v.Chr.) | Merenptah (ca. 1213 - 1203 v.Chr.) | Ramses III (ca. 1186 - 1155 v.Chr.) |
| --------- | -------------------------- | --------------------------------------- | ---------------------------------- | ---------------------------------- | ----------------------------------- |
| Lukka     | Lyciërs                    | ●                                       | ●                                  | ●                                  |                                     |
| Sjardana  | Sarden of van Sardis       | ●                                       | ●                                  | ●                                  | ●                                   |
| Sjekelesj | Sicelen                    |                                         |                                    | ●                                  | ●                                   |
| Teresj    | Tyrrheniërs                |                                         |                                    | ●                                  | ●                                   |
| Eqwesj    | Achaeërs                   |                                         |                                    | ●                                  |                                     |
| Danuna    | van Adana                  |                                         | ●                                  | ●                                  | ●                                   |
| Tjekker   | Sicelen?                   |                                         |                                    |                                    | ●                                   |
| Peleset   | Filistijnen                |                                         |                                    |                                    | ●                                   |
| Wesjesj   | onzeker                    |                                         |                                    |                                    | ●                                   |

## Mogelijke oorzaken
Zoals zij voorkomen in de beschrijvingen uit de bronstijd, zijn de Zeevolken een symptoom van de onderliggende confrontatie tussen periferie en gecentraliseerde grootmachten. Rond de tijd dat zij opduiken, boeten vrijwel alle grote koninkrijken in de regio significant in aan macht en enkelen verdwijnen zelfs volledig uit het zicht. Daarnaast zijn veel van de genoemde stammen der Zeevolken tot op hun moment van impact niet bekend uit beschrijvingen van de grote koninkrijken. Dat laatste doet vermoeden dat zij zich voorheen in de onbeschreven periferie bevonden. Genetisch onderzoek uit 2020 situeert de herkomst in de westelijke Middellandse Zee.

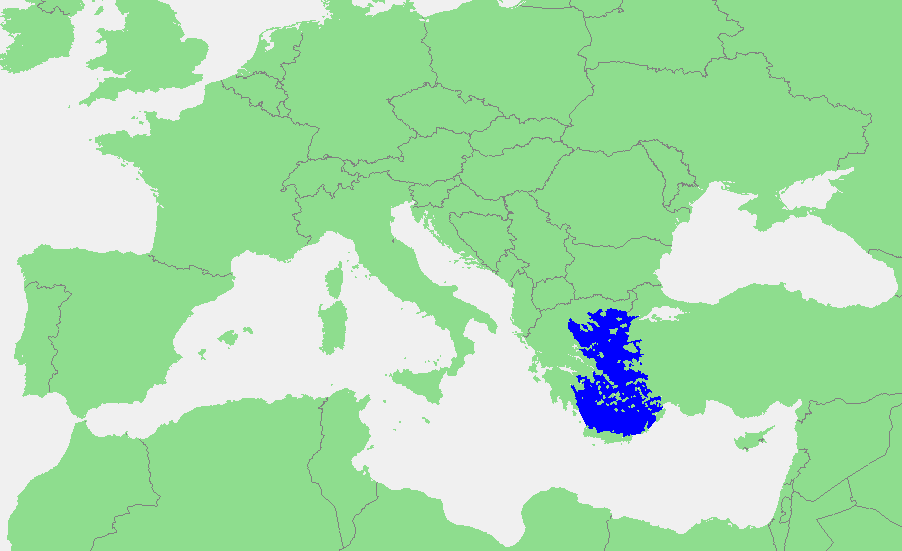
De Egeïsche Zee speelde een rol in de herkomst van de Zeevolken

Er is wel gedacht dat de invoering van ijzer de oorzaak van de gebeurtenissen was, maar ijzer kwam waarschijnlijk iets later, hoewel het wel duidelijk is dat de zwaarden van de Zeevolken na de invoering van ijzer beduidend sterker werden.
Mogelijke verklaringen voor het fenomeen van de Zeevolken zijn:
1. hongersnood en droogte (met name in Anatolië) die de stabiliserende invloed van de Hettitische grootmacht in de regio ondermijnden;
2. een groeiende afhankelijkheid van de gecentraliseerde grootmachten (Egypte en Hatti) van vazalstaten, hulptroepen en huurlingen waardoor hun militaire en politieke machtsmonopolie werd ondermijnd (vergelijkbaar met de situatie aan het eind van het Romeinse rijk);
3. aantrekkingskracht van het oostelijk Middellandse Zeegebied op stammen uit de westelijke periferie, opgeroepen door toenemende interregionale handel (scheepvaart) en eventuele onrust in hun thuisgebieden;
4. destabilisatie van de Egeïsche regio door een natuurramp of sociale onrust binnen de paleisculturen aldaar;
5. destabilisatie van de Egeïsche regio door een te grote afhankelijkheid van de heersende elite van exotische import en gespecialiseerde agrarische export, in combinatie met een verstoring van de handelsbetrekkingen met het oostelijk Middellandse Zeegebied;
6. een combinatie van alle, in meer of mindere mate elkaar versterkend.

De schaarse optekeningen spreken slechts over groepen volken van heterogene samenstelling, die in een aantal golven over een lange periode amok maakten in gevestigde gebieden van Anatolië en oostelijk en zuidelijk van de Middellandse Zee.

## Gevolgen
De herkomst van deze volken is onduidelijk. Wel lijkt er verband te zijn met het einde van de Myceense beschaving, de Egeïsche Zee, de Anatolische zuidkust (met name de Lukka) en het ten onder gaan van het Hettitische rijk.
Egypte was een van de weinige "oude" rijken die zich staande wisten te houden. Uit Egyptische bronnen kennen wij de namen van een aantal Zeevolken, zoals de Eqwesj, de Lukka, de Sjardana, de Teresj, ook Toersja genoemd, de Sjekelesj en de Wesjesj. Verder zijn er ook enkele uit de Amarna-brieven bekend. De Danuna werden vernoemd in verband met Tyrus, de Sjerden rond Byblos.
De Peleset of Filistijnen, ook bekend uit de Bijbel, die Kanaän vanuit het westen binnenvielen en waar Israëlieten en Arameeërs veel mee te stellen hadden toen die zelf het gebied vanuit het oosten bezetten, waren waarschijnlijk ook een Zeevolk. Zij vestigden zich aan de kust van Kanaän ten zuiden van de Feniciërs, terwijl Israëlieten en Arameeërs het heuvelland ten oosten van hen innamen.
De invallen der Zeevolken hielden aan. Samen met de Tjekker komen zij in Egyptische optekeningen pas voor vanaf de tweede grote aanval van Ramses II op de Zeevolken. Ze staan afgebeeld op de wanden van de tempel in Medinet Habu. Deze farao en zijn opvolger Ramses III gebruikten later contingenten Zeevolken als huurlingen voor stadsgarnizoenen in Palestina. In 1186 v.Chr. tijdens het bewind van farao Ramses III drongen zij tegelijk over land en zee tot Egypte door. Aangezien ze hun vrouwen en kinderen meebrachten, hadden ze kennelijk de bedoeling zich in de Nijldelta te vestigen. Terwijl de oorlogsvloot van de Zeevolken langs de kust van de Middellandse Zee naderde, drong een leger krijgers via Syrië Palestina binnen.